# Asa Akira
Pour les articles homonymes, voir Akira.
Asa Akira, de son vrai nom Asa  Takigami, née le 3 janvier 1985 à New York, est une actrice pornographique américaine.

## Biographie
Asa Akira, fille unique de parents japonais, est née à New York, dans l'arrondissement de Manhattan.
Après avoir vécu dans le quartier de SoHo, la famille est contrainte de s'installer à Tokyo alors qu'Asa est âgée de 9 ans, lorsque son père, photographe, y est muté. Elle poursuit sa scolarité dans des écoles américaines.
Elle revient ensuite aux États-Unis, à l'âge de 13 ans. Elle vit d'abord à Downtown Brooklyn, puis déménage à Clinton Hill.
Asa, qui signifie « matin » en japonais, est son véritable prénom. La deuxième partie de son nom de scène fait référence au film d'animation Akira.
En décembre 2012, elle se marie à l'acteur pornographique Toni Ribas. Elle a confié qu'en dehors de leur travail, tous deux étaient monogames.

## Carrière
Asa Akira commence sa carrière à l'âge de 19 ans, en travaillant comme dominatrice. Elle est ensuite strip-teaseuse au Hustler Club, à New York.
En 2006-2007, elle intervient régulièrement dans l'émission de radio Bubba the Love Sponge, sous le pseudonyme de Show Whore. C'est lors d'une émission qu'elle fait la rencontre de l'actrice pornographique Gina Lynn, qui lui fait la proposition de tourner.
Au début de sa carrière, Asa Akira apparaît fréquemment dans des scènes qui jouent du fétichisme autour de ses origines asiatiques : elle y interprète des rôles de jeune fille à marier sur catalogue, de masseuse, ou apparaît vêtue d'un kimono.
C'est avec Travis Knight qu'Asa tourne sa première scène avec un homme, pour les Productions Gina Lynn, après avoir tourné quelques scènes lesbiennes, principalement avec Gina Lynn.
Elle signe ensuite un contrat avec Vouyer Media, avant de devenir indépendante, six mois plus tard.
Le film Pure en 2009 du réalisateur David Aaron Clark, pour lequel elle reçoit plusieurs nominations, propulse Asa Akira au rang de star du X. Elle y joue une standardiste dans un donjon fétichiste qui a une relation avec le mari de la patronne.
Elle tourne plusieurs films dont le thème central est le « nuru massage », massage érotique souvent pratiqué au Japon. Elle tourne sa première scène anale durant l'été 2010 avec l'acteur français Manuel Ferrara.
En 2011, elle fait son entrée parmi les Fleshlight Girls. Son Fleshlight est récompensé par le TLA Raw Award 2012 du meilleur sex toy.
Lors des 29e AVN Awards de 2012, elle est nommée onze fois en tant qu'actrice et une douzième fois pour son site web. Elle remporte six trophées, ce qui fait d'elle l'actrice X la plus récompensée cette année-là.
En 2013, elle coprésente la cérémonie des 30e AVN Awards, en compagnie de sa collègue Jesse Jane et de l'humoriste April Macie. La même année, elle fait ses débuts en tant que réalisatrice avec le film Gangbanged 6, qu'elle tourne pour Elegant Angel.
Le 9 octobre 2013, elle annonce qu'elle a signé un contrat d'exclusivité avec Wicked Pictures. Son premier film pour cette entreprise est Asa Is Wicked. Le 15 juin 2014, Asa Akira apparaît en tant qu'invitée dans l'une des vidéos du jeune Youtubeur Caspar Lee.

## Récompenses et nominations
Récompenses

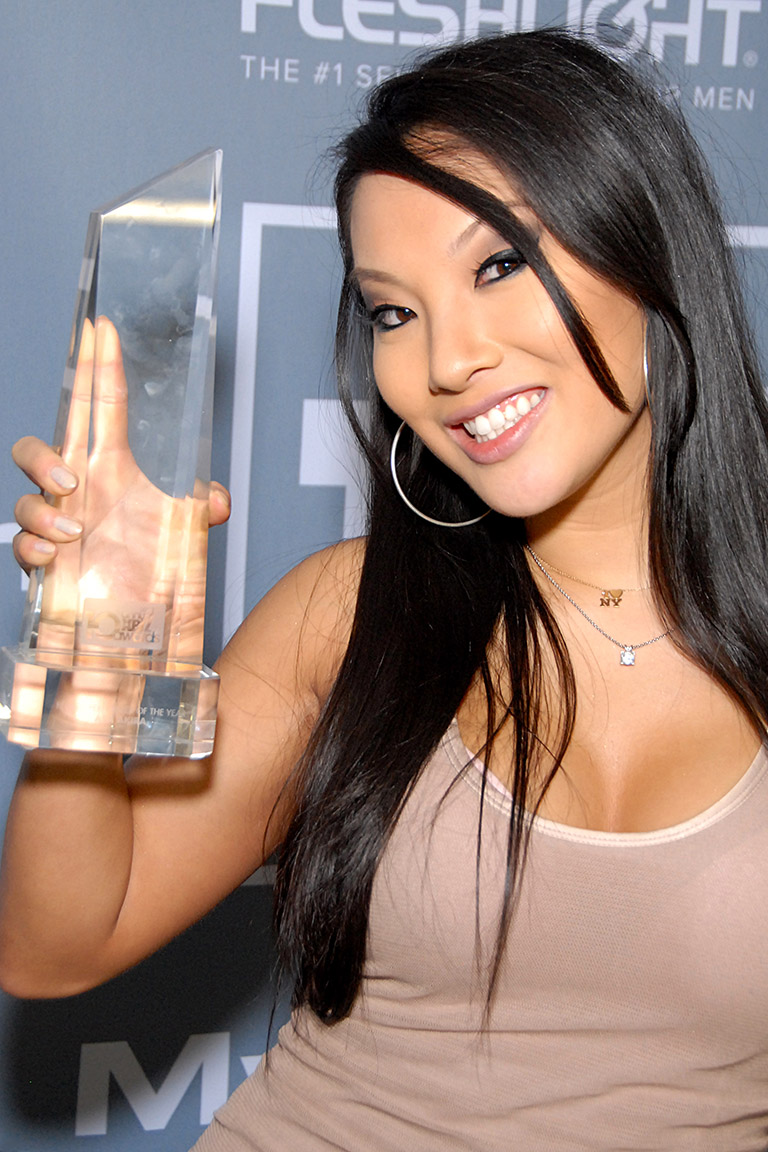
Asa Akira tenant son XBIZ Award de la meilleure actrice, obtenu en 2012.

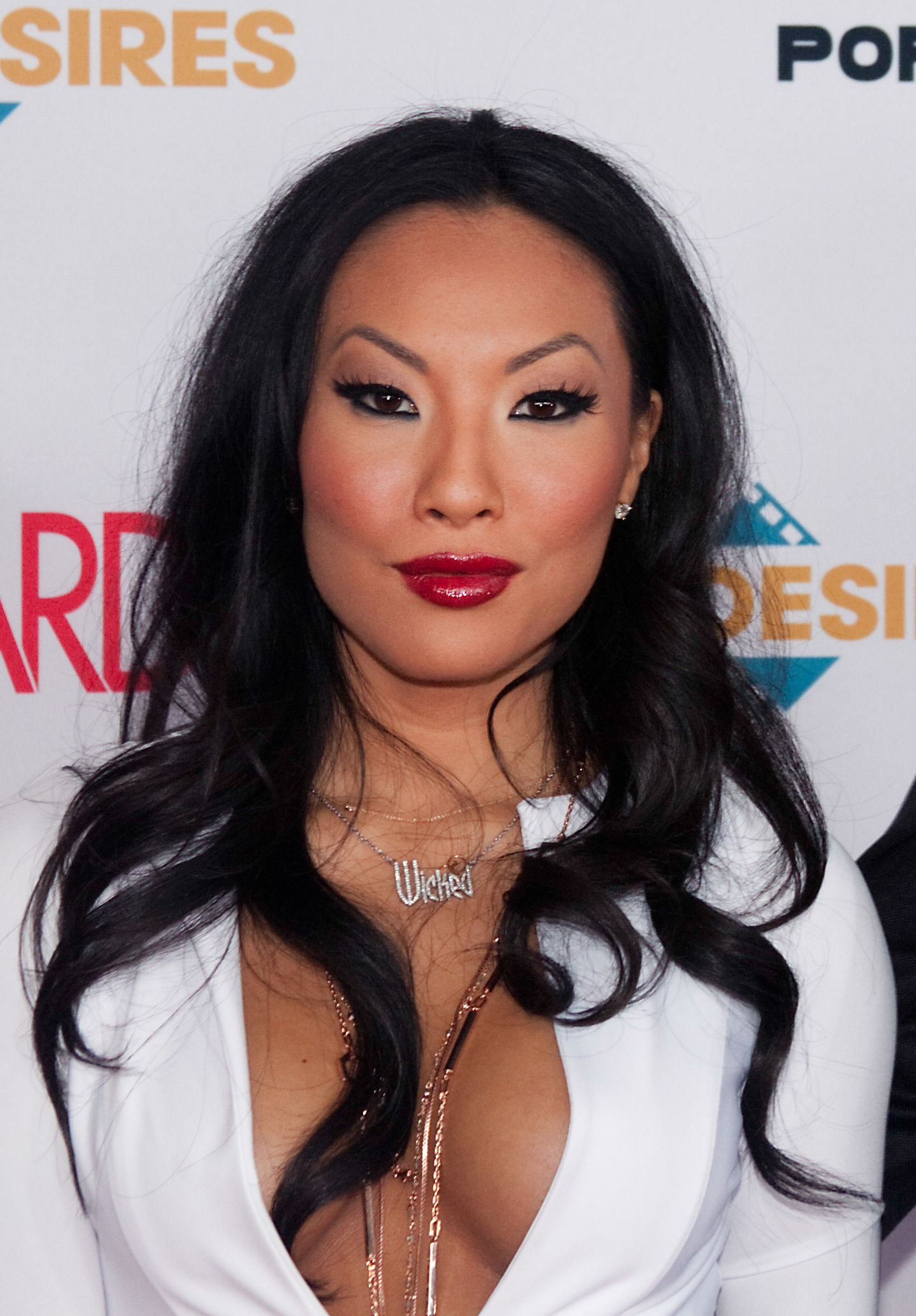
Asa Akira aux AVN Awards 2016.

- 2008 : Rog Awards (Critic) Starlet of Year[réf. nécessaire]

- 2011 : AVN Awards[8]
  - Best All-Girl Three-Way Sex Scene – Buttwoman vs. Slutwoman (avec Alexis Texas et Kristina Rose)
  - Best Anal Sex Scene – Asa Akira Is Insatiable
  - Best Double Penetration Sex Scene – Asa Akira Is Insatiable
  - Best Three-Way Sex Scene (G/B/B) – Asa Akira is Insatiable
  - The Fan Awards - Favorite Movie – Asa Akira is Insatiable
- 2011 : Urban X Awards[réf. nécessaire]
  - Best Couple Sex Scene
  - Porn Star of the Year
- 2012 : AVN Awards[réf. nécessaire]
  - Best Double-Penetration Scene pour Asa Akira Is Insatiable 2 (avec Mick Blue et Toni Ribas)
  - Best Group Sex Scene pour Asa Akira Is Insatiable 2 (avec Erik Everhard, Toni Ribas, Danny Mountain, Jon Jon, Broc Adams, Ramon Nomar et John Strong)
  - Best Solo Sex Scene pour Superstar Showdown: Asa Akira vs. Kristina Rose
  - Best Tease Performance pour Asa Akira Is Insatiable 2
  - Best Three-Way Sex Scene (G/B/B) pour Asa Akira Is Insatiable 2 (avec Mick Blue et Toni Ribas)
  - Best Anal Sex Scene pour Asa Akira Is Insatiable 2 (avec Nacho Vidal)
- 2012 : XRCO Awards[9]
  - Superslut of the Year
  - Performeuse de l'année (Female Performer of the Year)
- 2012 : AEBN VOD awards – Performer of the Year[10]
- 2013 : AVN Awards Performeuse de l'année (Female Performer of the Year)[11]
- 2013 : XRCO Award Performeuse de l'année (Female Performer of the Year)[12]
- 2014 : AVN Award Meilleur site de star du porno (Best Porn Star Website)[13]
- 2018 : AVN Award Star du cinéma traditionnel de l'année (Mainstream Star of the Year)[14]
- 2018 : XBIZ Award Best Actress - Couples-Themed Release pour The Blonde Dahlia (Wicked Pictures)[15]

Nominations
- 2009 : XBIZ Award – New Starlet of the Year[réf. nécessaire]
- 2010 : AVN Awards[réf. nécessaire]
  - Best Actress – Pure
  - Best Couples Sex Scene – Pure
  - AVN Best New Starlet Award
  - Most Outrageous Sex Scene – Pure
- 2010 : XRCO award[réf. nécessaire] – Single Performance, Actress – Pure
- 2012 : AVN Awards[réf. nécessaire]
  - Best All-Girl Group Scene pour Chick Flixxx (avec Teagan Presley, Lexi Love, Juelz Ventura et Annabelle Lee)
  - Best Group Sex Scene pour Orgy: The XXX Championship (avec Kaci Star, Liza Del Sierra, Marie McCray, Aiden Ashley, Alan Stafford, Anthony Rosano, Austin Matthews, Charlie Theron, Diana Doll, Evan Stone, Jaelyn Fox, Jeanie Marie, Ramon Nomar, Raven Alexis, Sean Michaels, Sophia Lomeli, Xander Corvus et Yuki Mori)
  - Best Oral Sex Scene pour Asian Fuck Faces
  - Best Oral Sex Scene pour Orgasmic Oralists (avec Skin Diamond)
  - Female Performer of the Year
  - Best Porn Star Website

## Filmographie sélective
- 2006 : Top Notch Bitches 5
- 2007 : Drowning in Bitch Juice 2
- 2008 : Fresh Breed 4
- 2008 : Make Me Creamy 4
- 2009 : Flying Solo 2
- 2009 : Intimate Touch 1
- 2009 : Pure
- 2009 : Self Service 1
- 2010 : Asa Akira's Facesitting And Ballbusting Blowjob
- 2010 : Buttwoman vs. Slutwoman (avec Alexis Texas et Kristina Rose)
- 2010 : Asa Akira Is Insatiable
- 2010 : Asian Booty (avec Max Mikita, London Keyes, Jazmine Leih...)
- 2010 : Oral Cream Pie 1
- 2011 : Superstar Showdown: Asa Akira vs. Kristina Rose
- 2011 : Orgy: The XXX Championship
- 2011 : Orgasmic Oralists
- 2011 : Lesbian Seductions: Older/Younger 35
- 2011 : Lesbian Adventures: Strap-On Specialist Vol. 3
- 2011 : Superstar Showdown 6: Asa Akira vs. Katsuni
- 2011 : Asa Akira vs Nomentsoa
- 2011 : Asian Fuck Faces
- 2011 : Asa Akira Is Insatiable 2 (avec Mick Blue, Tony Ribas, Katsuni...)
- 2011 : Asian Booty 2 (avec Katsuni, Mika Tan, Cece Stone...)
- 2011 : Blowing Dr. Blue
- 2011 : Blowjob Scholarship At Cumlouder
- 2012 : American Cocksucking Sluts 2
- 2012 : Asa and Tia Filthy Cocksucking Auditions
- 2012 : Asa Akira Solo
- 2012 : Asa, London and Brooklyn American Cocksucking Sluts
- 2012 : Filthy Cocksucking Auditions
- 2012 : Flesh or Fantasy
- 2012 : Internal Cumbustion 17
- 2012 : We're Addicted to Anal
- 2012 : Molly's Life 17
- 2012 : Girls Kissing Girls 9
- 2013 : Asa Akira Morning Blow Job Cock Before Coffee
- 2013 : Tricks And Treats
- 2013 : We Live Together 30
- 2013 : Alexis and Asa
- 2014 : Tongue Me Down
- 2014 : Anal Intensity 2
- 2015 : We Live Together 36
- 2015 : 100% Pussy
- 2016 : All Girl Asian Pussy Buffet
- 2016 : Sloppy Asian Blowjobs with Asa Akira and Tia Ling
- 2016 : Cock Please 1
- 2016 : Totally Asa
- 2017 : Asa Akira Live Sex and Footjob
- 2017 : Asa Akira: Wicked Superstar
- 2017 : Asa Akira Asian Babe Fucking
- 2017 : Asa Akira Good Hard Sex
- 2017 : Asa Akira Hot Hard Sex
- 2017 : Asa Akira Shaves Her Pussy and Ass
- 2017 : Asians Want The Tongue
- 2017 : Exposed
- 2017 : Pleasuring Her Pussy
- 2017 : Pussy Supreme
- 2018 : Anal Cuties 3 (compilation)
- 2018 : Horny and All Alone 2
- 2018 : Lesbian In Lingerie
- 2018 : Naughty Office 24039
- 2018 : PornHub Games: S01E01 - Strip Off
- 2018 : PornHub Games: S01E02 Ride'Em
- 2019 : Legal Porno MA103
- 2019 : Intense Anal with Hot Asian Asa Akira
- 2019 : Asa Akira Is an Anal Superstar
- 2020 : Asa Akira: Destruction of Her Award Winning Ass
- 2021 : Asa Akira and Skin Diamond Facebanged By A Bbc
- 2021 : Penthouse Nurses 1
- 2021 : Sex Obsessed 4
- 2022 : Asa Akira: Asa Asks for Anal and Gets It
- 2022 : Asa Akira is a Bondage Slut
- 2022 : Orgasmic Asa Akira Rides Like A Pro
- 2023 : Girls Who Love Girls 3
- 2023 : Top Asa Akira